# リカステ・アロマティカ
リカステ・アロマティカ Lycaste aromatica (R. C. Grah. ex Hook.) Lindl. は、リカステ属のランの一つ。香りがよくこの属のものとしては普及している種である。

## 特徴
多年生の着生植物。落葉性で、開花時には葉がない。偽鱗茎は密集して生じ、卵形でやや扁平、高さ7-8cmで、先端に2ないし3枚の葉をつける。また、偽鱗茎の表面には花後に縦溝を生じる。葉は草質、披針形で長さは40-55cmに達する。葉幅は約10cmで、ひだが多い。
開花期は春で、落葉後の新芽が動くと同時に出る。花茎は偽球形の基部から出て直立し、高さは約15cm。花茎には一つだけ花をつけるが、花茎が一つの偽球形から多数出て、一つの株からは同時に多数の花をつける。花は径6-7cm、蝋質で萼片は黄緑色で花弁は濃黄色。側萼片は水平に伸びる。花は斜め上に向いて咲くので、正面から見ると、唇弁の裏側が見える。
花は香りが強い。ちなみに学名は「香りがある」の意である。

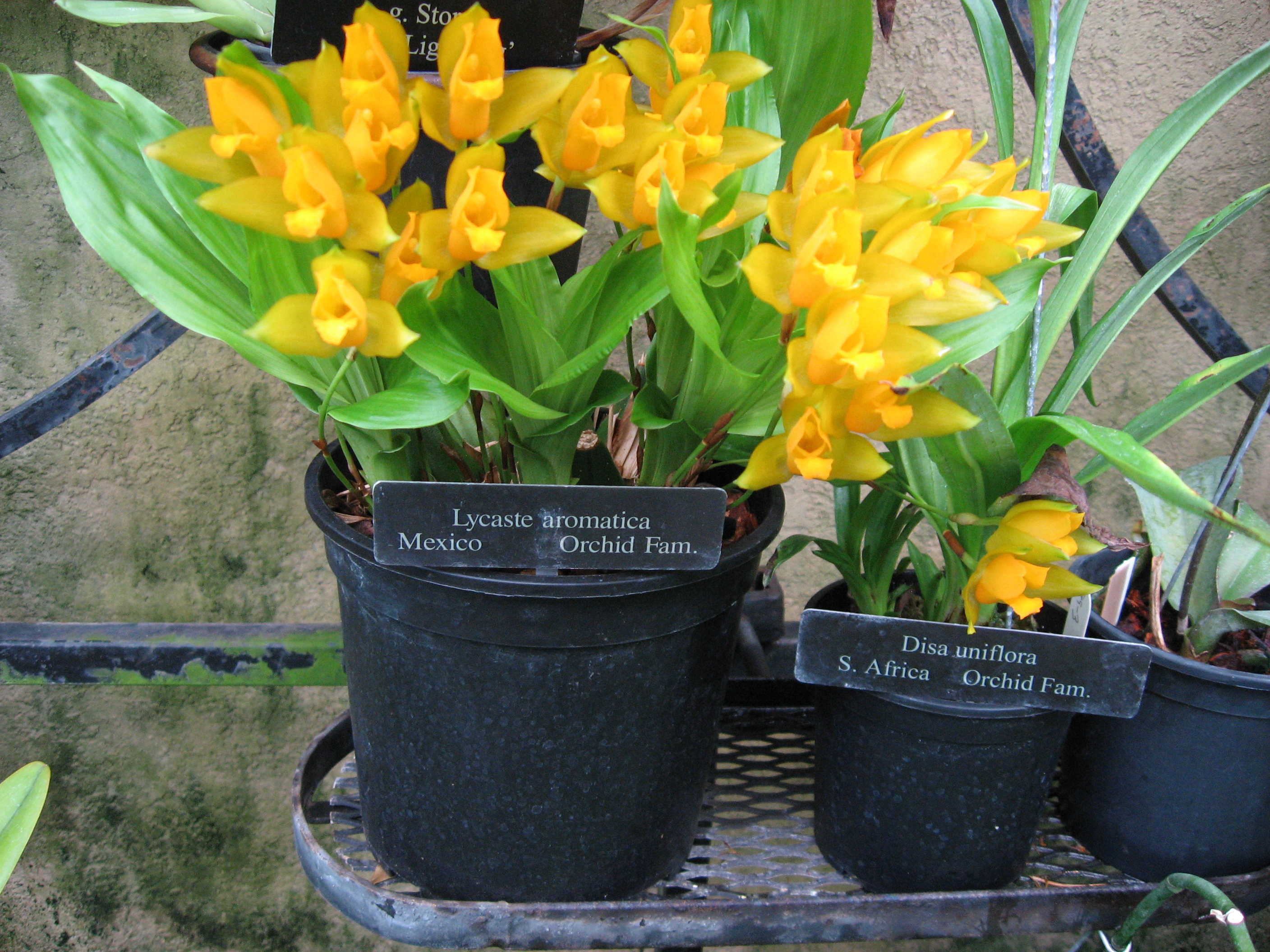
多数が咲いている様子
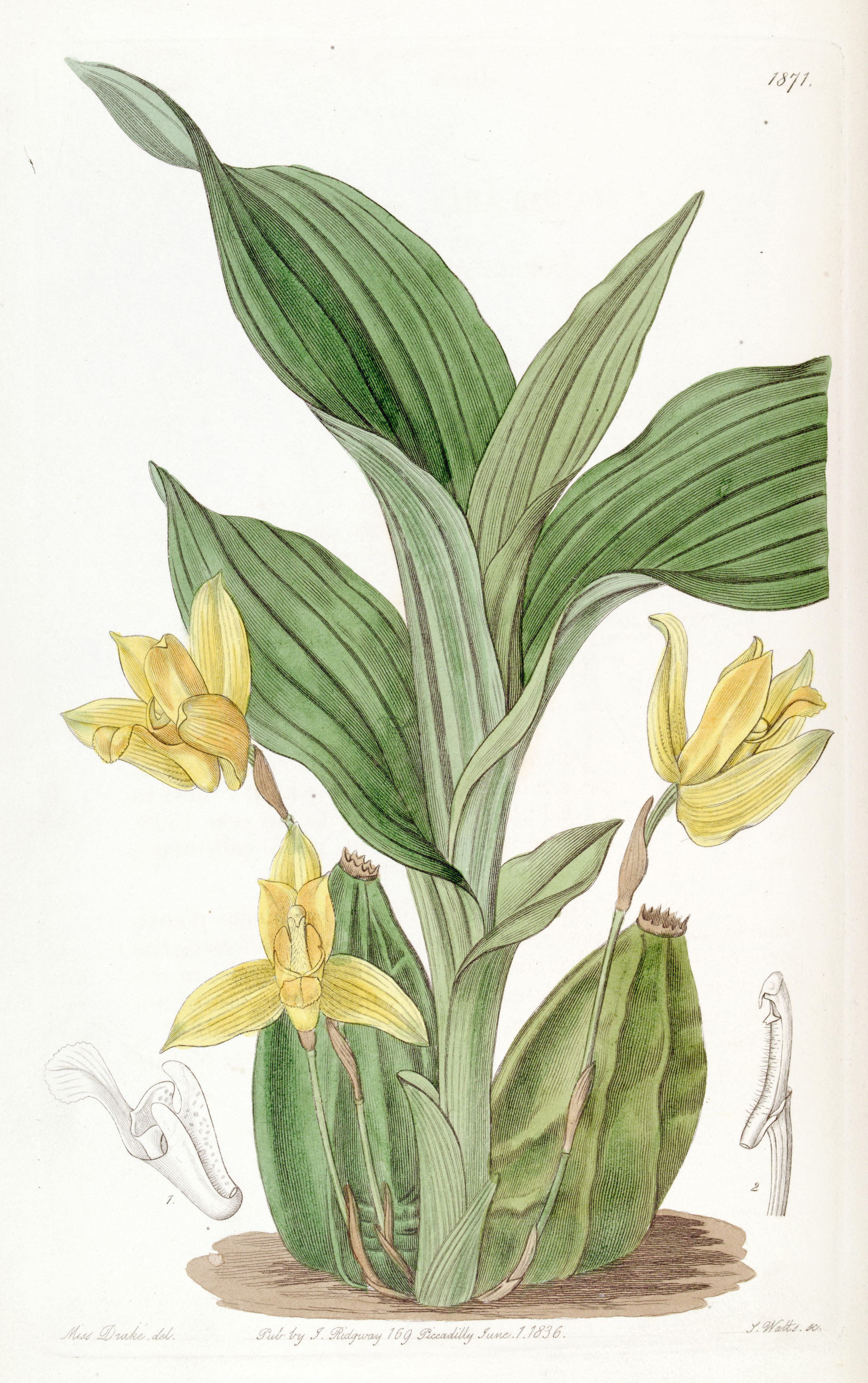
(画）サラ・ドレーク "Botanical Register"

## 分布と生育環境
中央アメリカのメキシコ、グアテマラ、ホンジュラスに分布する。高地の雲霧林ではなく、より低い標高のカシ類を主体とする森林に生育する。森林としては乾燥した環境にある。

## 利害
洋ランの一つとして栽培される。リカステ属では比較的よく普及している種である。
本種は古くから知られた種であり、1826年頃にNeprer により紹介された。
この属には高地性で夏の暑さに弱い種が多い中、本種は低標高の地域に生育するものであり、夏の暑さにも強く、栽培がしやすいものである。また、花はやや小輪ながら多数付ける上、香りがよいのが美点である。その香りは「レモンのような」とも、「ニッキのような」とも、あるいは「癖のある刺激臭と甘い香りをミックスしたような」とも言われるが、要するにすっきりしたよい香りである。
本種そのものが原種として普及もしているが、交配親としてもよく使われる。